# Nasuhoğlu, Sandıklı
Nasuhoğlu là một xã thuộc huyện Sandıklı, tỉnh Afyonkarahisar, Thổ Nhĩ Kỳ. Dân số thời điểm năm 2011 là 175 người.